# Patrick Head
Patrick Head, född 5 juni 1946 i Farnborough i Storbritannien, är en legendarisk före detta teknisk direktör i Formel 1-stallet Williams mellan 1978 och 2004 då han steg åt sidan för Sam Michael. Han äger 30 procent av Williams vilket gör att han alltjämt har stort inflytande i stallet. Head var den som fick aktiv fjädring att bli verklighet på F1-bilar i början av 90-talet då Williams dominerade.